# باول أندريو
باول أندريو (بالفرنسية: Paul Andreu)‏ هو مهندس ومهندس معماري فرنسي، ولد في 10 يوليو 1938 في بوردو في فرنسا، وتوفي في 11 أكتوبر 2018 في باريس في فرنسا.